# José Gálvez FBC
José Gálvez FBC is een Peruviaanse voetbalclub uit Chimbote. De club werd opgericht op 27 oktober 1951. De thuiswedstrijden worden in het Estadio Manuel Rivera Sanche gespeeld, dat plaats biedt aan 20.000 toeschouwers. De clubkleuren zijn rood-wit.

## Erelijst
- Beker van Peru:

1996, 2005